# Ringelschwanzmungo
Der Ringelschwanzmungo (Galidia elegans) ist eine in Madagaskar lebende Raubtierart aus der Familie der Madagassischen Raubtiere (Eupleridae).

## Körperbau
Wie bei allen Madagaskar-Mangusten ist der Rumpf schlank und langgestreckt, die Gliedmaßen sind kurz und der abgeflachte Kopf endet in einer kurzen, spitz zulaufenden Schnauze. Ringelschwanzmungos haben am Rücken ein rötlichbraunes Fell, der Kopf ist hellbraun, während ihre Beine und ihre Flanken schwarz gefärbt sind. Der Bauch ist bei der Nominatform ebenfalls dunkel, bei anderen Unterarten hingegen deutlich heller. Ihr Name ist auf ihren buschigen Schwanz zurückzuführen, der mit fünf bis sieben abwechselnd rotbraun und schwarz gefärbten Ringen versehen ist und etwa zwei Drittel der Rumpflänge erreicht. Ihre kurzen, abgerundeten Ohren tragen eine weiße Spitze. Die Füße sind groß, die Zehen sind relativ kurz und mit kleinen Schwimmhäuten versehen. Diese Tiere erreichen eine Kopfrumpflänge von 30 bis 38 Zentimetern, eine Schwanzlänge von 26 bis 29 Zentimetern und ein Gewicht von 650 bis 960 Gramm, wobei die Männchen etwas schwerer sind als die Weibchen.

## Verbreitung und Lebensraum

Verbreitungsgebiet des Ringelschwanzmungos (rot)

Ringelschwanzmungos sind im östlichen, nördlichen und westlichen Madagaskar verbreitet, sie sind die am weitesten verbreiteten Vertreter der Madagaskar-Mangusten. Sie leben sowohl in den Regenwäldern des Ostens als auch in den trockeneren Laubwäldern des Westens. Sie kommen vom Meeresniveau bis in 1950 Meter Seehöhe vor.

## Lebensweise
Ringelschwanzmungos sind vorwiegend tagaktive Raubtiere, entgegen früherer Meinung können sie aber durchaus auch nachts auf Nahrungssuche gehen. Vor allem in den frühen Morgenstunden und am späten Nachmittag sind sie am aktivsten. Sie sind flinke und gute Kletterer, halten sich aber vor allem am Boden auf. Außerdem können sie sehr gut schwimmen. Zum Schlafen ziehen sie sich in selbst gegrabene Erdbaue, in Felshöhlen, unter umgestürzte Baumstämme oder in andere Unterschlupfe zurück. Die Schlafplätze werden regelmäßig gewechselt, um Fressfeinde und Parasiten abzuwehren.
Sie leben zumindest Teile des Jahres in Familiengruppen, die sich aus einem ausgewachsenen Paar und bis zu drei Jungtieren zusammensetzen, manchmal sind aber auch Einzelgänger zu beobachten. Eine Familiengruppe besetzt ein Revier von rund 20 bis 25 Hektar, das mit Drüsensekret markiert wird. Zwischen gruppenfremden Tieren, insbesondere ausgewachsenen Männchen, kommt es häufig zu aggressiven Begegnungen. Das dabei unterlegene Tier drückt seine Unterordnung aus, indem es die Brust zum Boden hält, die Ohren nach hinten legt und die Zähne fletscht.

## Nahrung
Diese Tiere ernähren sich von Kleinsäugern (wie Nagetieren, Tenreks und Lemuren), Fischen, Reptilien, Fröschen und auch wirbellosen Tieren wie Krabben, Schnecken, Tausendfüßern, Insekten und anderen. Sie graben ihre Beute aus der Erde oder lauern am Ufer von Gewässern, um blitzschnell hineinzutauchen und zuzuschlagen. Da sie häufig auf Bäume klettern, um Vogeleier oder Jungvögel zu fangen, hassen mehrere Vogelarten auf sie.
Manchmal dringen sie auch in menschliche Siedlungen ein und reißen Geflügel.

## Fortpflanzung
Im östlichen Madagaskar erfolgt die Paarung zwischen Juli und November, nach einer rund 75-tägigen Tragzeit bringt das Weibchen ein einzelnes Jungtier zur Welt. Dieses wiegt bei der Geburt 40 bis 50 Gramm und ist behaart. Nach vier Tagen öffnen sich ihre Augen, nach zwölf Tagen beginnen sie zu gehen. Nach rund 2 bis 2,5 Monaten werden sie entwöhnt. Mit rund einem Jahr sind sie ausgewachsen, bis dahin bleiben sie in ihrer Geburtsgruppe. Die Geschlechtsreife tritt mit rund zwei Jahren ein. Ein Exemplar in Gefangenschaft erreichte ein Alter von 24 Jahren, die Lebenserwartung in freier Natur ist nicht bekannt.

## Bedrohung
In Teilen des Verbreitungsgebietes stellt die Zerstörung des Lebensraums sowie die Nahrungskonkurrenz durch eingeschleppte Tiere  wie Hauskatzen und Kleine Indische Zibetkatzen eine Gefahr für die Ringelschwanzmungos dar, auch werden sie mancherorts bejagt. Allerdings sind sie weit verbreitet und kommen in hohen Populationsdichten vor, auch in zahlreichen geschützten Gebieten. Die IUCN listet die Art daher als „nicht gefährdet“ (least concern).